# Ein Lord am Alexanderplatz
Ein Lord am Alexanderplatz ist eine deutsche Filmkomödie der DEFA von Günter Reisch aus dem Jahr 1967.

## Handlung
Der Heiratsschwindler Ewald Honig kehrt nach längerer Haftstrafe mit einem preiswert erstandenen Diplomatenwagen, Anzug und Melone nach Ost-Berlin zurück und zieht bei seiner inzwischen erwachsenen Tochter ein, die er seit zwölf Jahren nicht gesehen hat. Er will ein redliches Leben nahe am Ruhestand führen, träumt von einem Eigenheim und beginnt seine Arbeit als Versicherungsvertreter. Stets galant und zuvorkommend sucht er auch nach einer vermögenden Frau, die er tatsächlich heiraten will. Er gibt eine entsprechende Annonce auf und zahlreiche Frauen melden sich.
Seine Tochter Ina kommt sehr zu Ewalds Unmut ganz nach ihm: Sie benutzt ihre Schönheit und Jugend, um reiche, verheiratete Männer per Anzeige zu angeln. Gerne würde sie mit Zahnarzt Dr. Härtel auf „Dienstreise“ an den Balaton fahren, doch vereitelt Ewald dieses Ansinnen, indem er Härtel persönlich aufsucht und zur Rede stellt. Gleich verfährt er mit Conférencier Günti Schwalbe. Beim gemeinsamen „Liebhaber-Poker“ entscheiden sich Vater und Tochter schließlich für den einen, den sie wirklich „behalten“ wollen – Ewald wird nun Inas Chefin Frau Müller ehelichen.
Unterdessen ist die Berliner Polizei Ewald und Ina auf den Fersen. Vor allem Kriminalpsychologe Achim Engelhardt und die ungarische Kriminalistin Johanna Farkas wollen die Fälle lösen. Beide geben für Ewald und Ina typische Anzeigen auf. So kommt es, dass Achim und Johanna sich auf die Anzeigen des jeweils anderen melden und diesen während ihres Rendezvous als Heiratsschwindler verdächtigen. Erst, als beide verhaftet werden, werden ihre Identitäten bekannt. Trotz des misslungenen Starts werden Achim und Johanna ein Paar.
Ewald heiratet Frau Müller. In der Hochzeitskutsche warten jedoch drei weitere Damen, die Ewald vermeintlich ehelichen wollte und so landet der vor Gericht. Am Ende stellt sich heraus, dass Ewald tatsächlich unschuldig ist und den Frauen im Gegenteil Gutes getan, ihnen jedoch nie Hoffnungen gemacht hat. So kann er den Stand der Ehe als freier Mann betreten.

## Produktion
Ein Lord am Alexanderplatz wurde unter dem Arbeitstitel Ein Lord vom Friedrichshain in Ostberlin gedreht. Der Film erlebte am 3. März 1967 im Berliner Kosmos seine Premiere. Am 6. Oktober 1968 lief er erstmals auf DFF 1 im Fernsehen und wurde 2006 auf DVD veröffentlicht.
Die von Ivan Malré verkörperte Figur des Conférenciers Günti Schwalbe stellt eine Parodie auf Günthi Krause dar.

## Kritik
Die zeitgenössische Kritik merkte an, dass die Autoren bei dem Film zwar „in die Millionenkiste überlieferter Gags“ griffen, diese jedoch originell in neuen Situationen zu verwenden wussten.
Cinema befand: „Top-Darsteller bieten nette Unterhaltung“. Prisma resümierte „Der Film […] ist eine spritzig-witzige Komödie und ein Stück deutsch-deutscher Zeitgeschichte. Erwin Geschonneck brilliert als „Lord vom Alexanderplatz“ und Angelica Domröse zeigt sich für die damaligen Verhältnisse erstaunlich freizügig.“